# Жоффрей де Пейрак
Граф Жоффрей де Пейрак (фр. Joffrey de Peyrac) — один из главных героев романов Анн и Сержа Голон об Анжелике и экранизаций этих книг.
Муж Анжелики, который, вопреки своему физическому уродству, сумел завоевать любовь молодой красавицы, выданной за него замуж вопреки её воле. Его роль соответствует роли чудовища в сказочном сюжете номер 425C по системе Аарне-Томпсона («Красавица и чудовище», «Аленький цветочек»).
Он описан как человек многих дарований — поэт, учёный, путешественник, инженер и предприниматель. По приказу короля Франции Людовика XIV Жоффрей был арестован, обвинён в колдовстве, лишён всех титулов и владений и приговорён к казни на костре. Настоящей причиной ареста (как признался сам король) было то, что тот не мог допустить присутствия рядом с ним кого-то, кто был бы богаче и могущественнее него.
Анжелика, дочь разорившихся дворян, выходит замуж за Жоффрея де Пейрака по причине богатства и знатности последнего. В фильме основным источником богатства де Пейрака названо владение золотыми рудниками (но в реальности золотых месторождений во Франции нет), при этом его люди добывают там золото из руды неблагородных металлов, что впоследствии стало одной из причин обвинения графа в колдовстве. При внимательном прочтении романа «Анжелика» становится понятным, что на самом деле источником благородных металлов является контрабанда золота и серебра из Испании. Граф доставляет его переплавленным пиритом или галенитом под видом необходимого для рудничных работ флюса. Его желание породниться с семьёй Анжелики первоначально было вызвано тем, что её отец владел очень удобно расположенными выработанными серебряно-свинцовыми рудниками.
По словам Анн Голон, основным прототипом Жоффрея де Пейрака был её муж и соавтор Серж Голон.